# Bellamya ecclesi
Bellamya ecclesi е вид охлюв от семейство Viviparidae.

## Разпространение
Видът е разпространен в Малави.